# Anni 710
Gli anni 710 sono il decennio che comprende gli anni dal 710 al 719 inclusi.

## Eventi, invenzioni e scoperte

### Europa

#### Regno Franco

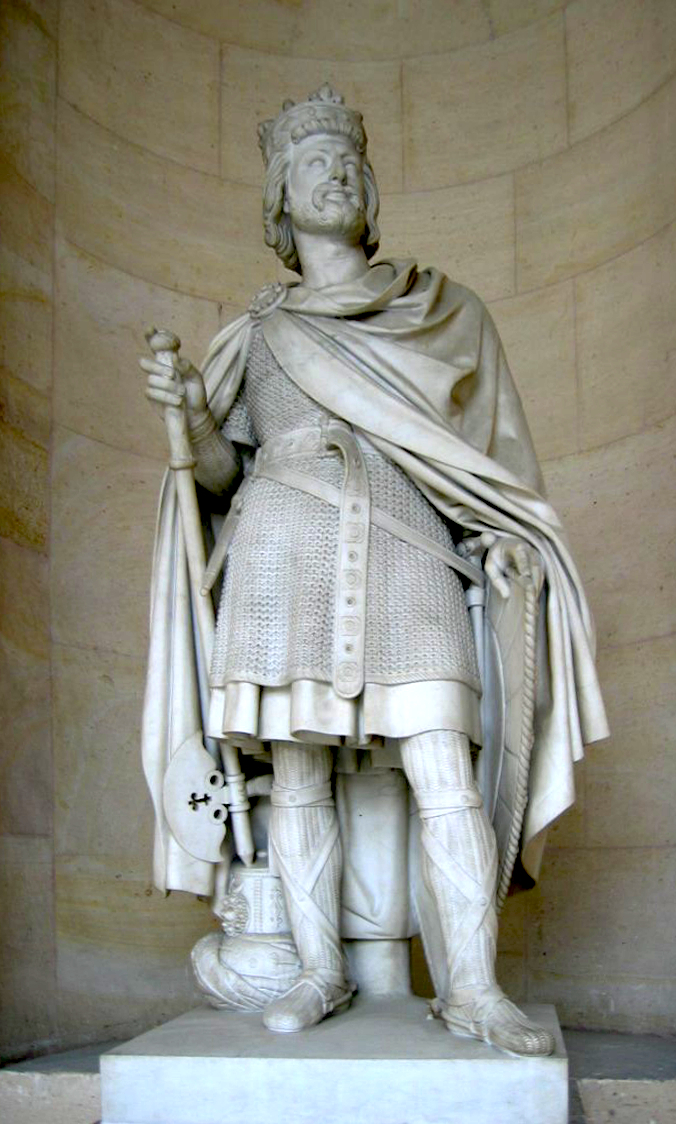
Statua di Carlo Martello realizzata da Jean-Baptiste Joseph Debay (1802-1862). Galleria della Reggia di Versailles.

- 23 aprile 711: Morte di Childeberto III. Dagoberto III diventa re dei franchi.
- 714: Carlo Martello e Plectrude si scontrano per ottenere il titolo di maggiordomo di palazzo, causando un periodo di guerra civile, vinta alla fine da Carlo, che acquisisce il titolo.
- 714: Nasce il figlio di Carlo Martello e Rotrude di Treviri, Pipino il Breve.
- 715: Morte di Dagoberto III. Diventa re Chilperico II che, a differenza dei suoi predecessori, partecipò attivamente alla vita politica.
- 715-719: Guerra civile franca.

#### Regno Longobardo
- 712: Ansprando, duca di Asti, si reca in Baviera, dove raduna un esercito con il quale cala in Italia, marciando verso Pavia. Ariperto II, inizialmente, sembrava star avendo la meglio, ma commise l’errore di rientrare immediatamente a Pavia. I suoi soldati, considerandolo un vigliacco, lo abbandonarono, schierandosi con il nemico.
- 712: Morte di Ariperto II. Ansprando diventa re dei longobardi.
- 712: Ansprando muore improvvisamente, e gli succede il figlio Liutprando.

#### Impero romano d’Oriente
- 711: Inizia una rivolta guidata dal generale Filippico, che depone Giustiniano II diventando imperatore. Nello stesso anno, Filippico fa sterminare tutta la famiglia di Giustiniano II, per evitare di avere avversari in futuro.
- 712: Il khan dei bulgari Tervel, amico di Giustiniano II, saccheggia i dintorni di Costantinopoli.
- 3 giugno 713: Filippico viene accecato da un gruppo di cospiratori guidati dal generale Giorgio Burafo, che però non gli succede come imperatore. Il titolo infatti andò ad Anastasio II.
- 715: Anastasio II viene deposto in una rivolta, causata dal malcontento del popolo dovuto alla ferrea disciplina imposta dal suo regime. Diventa imperatore Teodosio III.
- 25 marzo 717: Teodosio III viene deposto da Leone III, che diventa imperatore e lo esilia in un convento insieme alla sua famiglia.
- 717 – Assedio di Costantinopoli: I musulmani, intenzionati come non mai ad impadronirsi della capitale dell’impero, marciano verso di essa. Nell’estate del 717 una flotta musulmana attaccò Costantinopoli, ma l’imperatore Leone III, grazie all’alleanza militare con i bulgari e all’utilizzo del fuoco greco, riesce a sconfiggere i nemici, evitando la conquista araba.
- 719: Anastasio II tenta di rimpadronirsi del trono scatenando una breve guerra civile, che però terminò con la sua morte.

#### Repubblica di Venezia
- 717: Morte di Paoluccio Anafesto. Marcello Tegalliano diventa Doge della Repubblica di Venezia.

#### Spagna

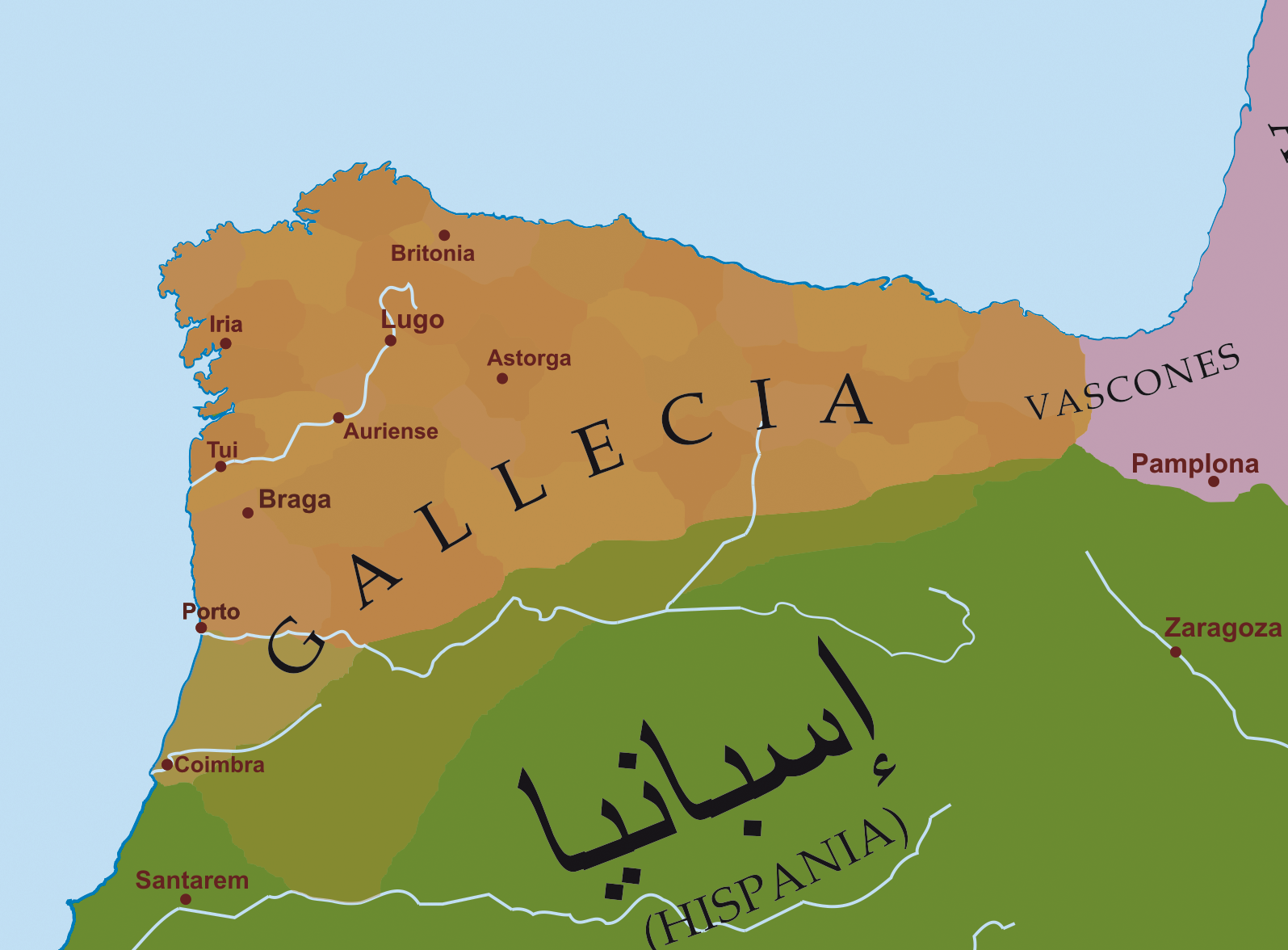
Mappa del nord-est della penisola iberica durante la conquista araba

- 711 – Presa di Algeciras: Inizia l’occupazione della penisola iberica da parte del Califfato Omayyade.
- 711 – Battaglia del Guadalete: I musulmani sconfiggono il re dei Visigoti Rodrigo. Il Regno dei Visigoti è ormai prossimo alla caduta.
- 714: Ardo diventa re dei Visigoti. Terrà questo titolo fino al 721, anno in cui il regno cadrà in seguito alla conquista da parte del Califfato Omayyade.

- 718: In seguito alla ribellione di Pelagio nasce il Regno delle Asturie, di cui diventa il primo principe.

### Asia

#### Giappone
- 710: Inizia il Periodo Nara.
- 710: L’Imperatrice Genmei sposta la capitale a Heijō, l’odierna Nara.

### Altro

#### Religione
- 9 aprile 715: Morte di Papa Costantino. Diventa papa Gregorio II.

## Personaggi
- Carlo Martello, maggiordomo di palazzo franco
- Leone III, imperatore bizantino